# الرحاب (الكويت)
منطقة الرحاب منطقة من مناطق محافظة الفروانية في الكويت. الرحاب وتعني الأرض الواسعة يقال: مكان رحب ودار رحبة، ويقال: رحب الصدر طويل الأناة ورحب الذراع، واسع القوة عند الشدائد ورحب الذراع والباع، وكل هذه المعاني بهذه التسمية . وهي تحتوي على 3 قطع كل قطعة 400 قسيمة سكنية والمجموع 1200 قسيمة سكنية عدا المراكز الحكومية الخدمية، أنشأت تقريبا1989، وهي من المناطق التي أسقط عن أصحابها القروض بعد الغزو العراقي.